# نهر بشيش
نهر بشيش (بالروسية:Пшиш) نهر في إقليم كراسنودار وجمهورية أديغيا، وهو أحد روافد نهر الكوبان من الضفة اليسرى للنهر يتدفق إلى خزان كراسنودار، ويعني اسم النهر بالعربية عفا عليه الزمن والمقصود هنا أن للنهر تاريخ النهر قديم.

## مسار النهر
قبل ملء بحيرة كراسنودار، كان طول النهر 258 كم، وفي الوقت الحالي انخفض طوله بشكل كبير نتيجة لفيضان الروافد السفلية. نتيجة لإنشاء البحيرة (الخزان)، انخفضت مساحة حوض تصريف نهر بشيش أيضًا، حيث بلغت في وقت سابق 1850 كيلومتر مربع.
تشكل نهر بشيش عند التقاء نهري بولشوي ومالي بشيش، التي نشأت من المنحدرات الشمالية لجبل شيسي الواقع في سلسلة جبال القوقاز الرئيسية، الروافد العليا للنهر تتدفق لتشكل وادي عميق وضيق، وعند الخروج من الجبال يتوسع الوادي.
تعتمد تغذية النهر على المياه المختلطة من المنابع الرئيسية وهطول الأمطار وذوبان الثلوج مع غلبة المطر التي تشكل في بعض الأحيان فيضاناً.
يبلغ متوسط معدل التدفق السنوي حوالي 25 متر مكعب / ثانية، وفي حده الأعظمي يصل إلى حوالي 1000 متر مكعب / ثانية، أثناء موسم الهطول النهر قليلاً ما يتجمد وإذا ما تجمد فإنه يتجمد لفترات صغيرة جداً وفي بعض السنوات لا يتجمد النهر، من أهم التجمعات البشرية على ضفاف النهر مدينة خاديجينسك
يرفد نهر بشيش 21 رافداً بعد تشكله من الرافدين الرئيسيين ومن الروافد الهامة للنهر: نهر جونايكا، نهر سيتسي